# Guy Henry (genet)
Guy Vernor Henry, Jr. (Fort Robinson, Nebraska, 28 de gener de 1875 - Wenatchee, Washington, 29 de novembre de 1967) va ser un genet i general major de l'exèrcit dels Estats Units estatunidenc.

## Carrera militar
Guy V. Henry, Jr. va néixer en el si d'un ambient militar. Era fill de Guy Vernor Henry, i es graduà a West Point el 1898, i ben aviat destacà en la seva carrera, en ser reconegut amb l'Estrella de Plata el 1899 pels seus serveis durant la guerra hispano-estatunidenca.
Henry marxà a estudiar a l'Escola de Cavalleria Francesa, a Saumur i emprà els seus aprenentatges per millorar el tractament i la formació dels cavalls de la cavalleria dels Estats Units.
Durant la seva llarga carrera milita, que s'allargà fins al 1947, fou condecorat nombroses vegades: Medalla del Servei Distingit a l'Exèrcit, Estrella de Plata, Medalla del Servei de la Guerra d'Espanya, Medalla de la Campanya de les Filipines, Medalla de l'Ocupació de Puerto Rico, Medalla de la Victòria a la I Guerra Mundial, Medalla de la Victòria a la II Guerra Mundial, Medalla del Servei de Defensa Americana, Medalla de la Campanya Americana, Medalla de la Campanya Europea, Africana i de l'Orient Mitjà, Legió d'Honor i Orde del Bany.

## Carrera esportiva
El 1912 va prendre part en els Jocs Olímpics d'Estocolm, on va disputar quatre proves del programa d'hípica. Va guanyar la medalla de bronze en la prova del concurs per equips, amb el cavall Poppy, formant equip amb Ben Lear, John Montgomery i Ephraim Graham. En el concurs de salts d'obstacles per equips fou quart, en el concurs complet individual onzè i en el concurs de doma clàssica tretzè.
Posteriorment Henry fou cap de l'equip dels Estats Units entre 1936 i 1948, fou president del Comitè Olímpic d'Hípica entre 1930 i 1960, i director de les proves d'hípica als Jocs de Los Angeles de 1932. Entre 1931 i 1935 fou president de la Federació Eqüestre Internacional.